# Betty McCollum
Betty Louise McCollum, nata Dierich (Minneapolis, 12 luglio 1954), è una politica statunitense, membro della Camera dei Rappresentanti per lo stato del Minnesota dal 2001. McCollum è membro del Partito Democratico-Contadino-Laburista del Minnesota, e dunque del Partito Democratico.

## Biografia
Nata a Minneapolis, dopo la laurea la McCollum lavorò come insegnante.
Entrata in politica con il Partito Democratico, nel 1986 fu eletta all'interno del consiglio comunale di North St. Paul. Nel 1992 venne eletta all'interno della Camera dei rappresentanti del Minnesota, la camera bassa della legislatura statale, dove restò per quattro mandati.
Nel 2000 si candidò alla Camera dei Rappresentanti nazionale e riuscì ad essere eletta, divenendo la seconda donna a rappresentare il Minnesota al Congresso, dopo Coya Knutson nel 1955. Da allora fu sempre riconfermata dagli elettori nelle successive tornate elettorali.